# 8P/Таттла
Комета Таттла, офіційне позначення 8P/Таттла (8P/Tuttle) — короткоперіодична комета в Сонячній системі.

## Історія
9 січня 1790 року П'єр Мешен під час візуального пошуку виявив нову комету. Деякі спостерігачі, зокрема Шарль Мессьє і Вільям Гершель, спостерігали комету протягом наступних трьох тижнів. Останнє спостереження комети зробив Мешен 1 лютого. Максимальний блиск комети склав 5—6m. Мешен обчислив орбіту нової комети, але через короткий період спостережень вона не була розпізнана як періодична.
Горас Таттл відкрив цю комету 5 січня 1858 року у Гарвардської обсерваторії за допомогою 10-см рефрактора. Він описав її як досить слабку, але не настільки, щоб її було важко побачити у великий рефрактор. Карл Християн Брунс (Берлін, Німеччина) незалежно відкрив комету 11 січня. Комета виглядала як дуже великий дифузний об'єкт без ядра. Тим часом кілька обсерваторій вже підтвердили відкриття Таттла, тому ім'я Брунса не було додано до імені цієї комети.
Чарльз Таттл, брат Гораса Таттла, використовуючи три позиції, отримані з 5 по 15 січня, обчислив параболічну орбіту з моментом проходження перигелію 20,48 лютого і перигелієвою відстанню 1,070 а. о. Також він зауважив сильну схожість з орбітою комети 1790 року, і у нього не було сумнівів, що це та сама комета.
Деякі інші астрономи також запідозрили ідентичність цих комет. Уперше еліптичну орбіту обчислив у кінці лютого Джеймсон Ватсон (Анн-Арбор, Мічиган). Він використав три позиції з 5 по 25 лютого і визначив момент проходження перигелію 23,26 лютого на перигелієвій відстані 1,026 а. о., а період виявився рівним 13,96 року. Комета пройшла на найближчій відстані від Землі (0,76 а. о.) 21 січня. Діаметр коми в лютому — на початку березня досяг максимального значення в 3,5—4 кутових мінути. Яскравість комети в максимумі склала трохи менше 7-ї зоряної величини.
Перше передбачене повернення комети відбулося в 1871 році. 13 жовтня Бореллі (Марсель, Франція) перевідкрив комету Таттла. Незалежно комету перевідкрили Віннеке 16 жовтня і знову Горас Таттл 22 жовтня. Під час цієї появи комета досягла максимальної яскравості 7m.
Далі комета спостерігалася у всіх появах крім появи 1953 року, яка була особливо несприятливою. Після 1871 року тільки в одну появу комета за яскравістю перевищила 7-му зоряну величину — в 1980 році її яскравість склала в максимумі 6,5m.

## 2008
Комету перевідкрив Карл Хергенротер 22 квітня 2007 року на 1,5-метровому телескопі станції Каталіна як астероїдний об'єкт 20-ї зоряної величини. Вона пройшла перигелій 27 січня, а максимальне зближення із Землею (0,25 а. о.) відбулося 1 січня. 30 грудня комета пройшла поблизу галактики М33. Блиск комети в максимумі склав близько 5,6m, тобто вона стала доступна неозброєному оку. Це зближення із Землею було найтіснішим за всю історію спостережень комети Таттла. Умови для спостережень були добрими: комета розташовувалася далеко від Сонця на темному зимовому небі.

## Метеорний потік
Комета Таттла — родоначальниця метеорного потоку Урсид. Урсиди беруть свою назву від латинської назви сузір'я Малої Ведмедиці — Ursa Minor, де знаходиться радіант потоку. Максимум потоку припадає на 22 грудня. Число метеорів за годину зазвичай буває близько п'ятнадцяти, хоча в 1945 і 1986 роках траплялися спалахи до ста метеорів на годину, а в 1973 році — до тридцяти метеорів на годину.